# Angst (Rammstein-Lied)
Angst ist ein Lied der deutschen Band Rammstein, das am 29. April 2022 parallel zur Veröffentlichung des achten Studioalbums Zeit als Musikvideo ausgekoppelt wurde. Am 26. August 2022 erschien es zudem als vierte Single des Albums. Der Song wurde von der Band geschrieben und von dieser mit Olsen Involtini produziert. Die Regie zum Musikvideo führte Robert Gwisdek (auch bekannt als „Käptn Peng“).

## Hintergrund
Am 27. April, zwei Tage vor dem geplanten Veröffentlichungstermin, stellte die Band einen 30-sekündigen Video-Teaser online.

## Musik und Text
Bei Visions wird die Musik als „stoische[r] Industrial mit charakteristischen Stop-and-go-Riffs“ beschrieben. Nach Ansicht von Kristina Baum (Rolling Stone) ist das Lied ein „Statement zu rassistischen, fremdenfeindlichen Ansichten“. Der Text bezieht sich u. a. auf die Kinderschreckfigur des schwarzen Mannes.
Im Zuge der Vorwürfe sexueller Übergriffe gegen Till Lindemann 2023 sang dieser live „alle haben Angst vor Lindemann“, was von einem taz-Autor als Provokation aufgefasst wurde.

## Musikvideo
Das Musikvideo zeigt zu Beginn die sechs Bandmitglieder in einem kreisförmigen Grundstück auf gleich großen Flächen, alle verstehen sich gut miteinander. Frontmann Till Lindemann wird von schaurig geschminkten Cheerleadern in einer Zwangsjacke zu einem Rednerpult gebracht und an Schläuche angeschlossen, woraufhin er beginnt, sich an eine nicht gezeigte Menge zu richten. Nach und nach zeigen sich die Bandmitglieder zunehmend skeptisch, was ihre Umwelt bzw. Mitmenschen angeht, weshalb sie Mauern errichten, Videokameras installieren, Stacheldraht ausrollen und sich Sturmgewehre beschaffen. Zwischenzeitlich werden die Bandmitglieder auch gezeigt, wie sie vor Computermonitoren sitzen und die Inhalte sprichwörtlich in sich aufsaugen. Als die Musiker gegen Ende die Gewehre auf die Monitore richten, die sich auf den kleinen „Grundstücken“ des Kreises befinden, öffnet sich ein schwarzes Loch, welches die Gruppe verschlingt. Eingestreut sind Szenen der Cheerleader, welche sich in einer Dreiecksformation rhythmisch tanzend in möglicher Anlehnung an den neuseeländischen traditionellen Haka-Tanz auf die Kamera zubewegen. Noch vor Beginn der Musik und am Ende des Videos sind zudem eine junge Frau und ein Mädchen zu sehen, die in Decken gehüllt und von Stacheldraht eingekreist sind.

## Chartplatzierungen
Angst stieg am 6. Mai 2022 auf Platz zwölf in die deutschen Singlecharts ein. Nach offizieller Singleveröffentlichung erreichte es am 2. September 2022 Rang fünf.
| ChartsChartplatzierungen | Höchstplatzierung | Wochen |
| ------------------------ | ----------------- | ------ |
| Deutschland (GfK)        | 5 (6 Wo.)         | 6      |
| Österreich (Ö3)          | 21 (3 Wo.)        | 3      |
| Schweiz (IFPI)           | 19 (2 Wo.)        | 2      |